# Смрек, Ян
Ян Смрек (настоящая фамилия — Чьетек) (словац. Ján Smrek; 16 декабря 1898, Земьянске-Льескове, Австро-Венгрия — 8 декабря 1982, Братислава, ЧССР) — словацкий поэт, прозаик, публицист, переводчик, редактор, издатель. Народный артист ЧССР (1966). Лауреат Государственной премии Чехословакии (1929) и ЧССР (1954).

## Биография
Из крестьян. После смерти отца в 1907 воспитывался в детском доме. Участник Первой мировой войны. В 1917‒1918 гг. служил на палестинском фронте, где тяжело заболел малярией.
В 1921 году окончил учительскую семинарию в Модра. В 1921‒1924 учился в Высшей евангелической теологической школе в Братиславе. Учёбу не окончил. Увлёкся журналистикой. С 1924 году работал журналистом в редакции журнала «Slovenského denníku», в 1925—1929 редактировал газету «Národný novíný» в Мартине. В 1925—1938 был редактором пражского издательства молодых словацких авторов «Mazáčová» (Edíciu mladých slovenských autorov).
С 1930 поселился в Праге, где редактировал издание словацких книг и издавал словацкий литературный журнал «Элан» («Elan»).
Во время Второй мировой войны вернулся в Словакию и поселился в Братиславе. Там в 1946—1947 продолжил издание словацкого журнала «Элан».
После 1948 года поэт впал в немилость коммунистических властей, ему было запрещено писать, его работы подвергались цензуре, и Смртек стал заниматься художественными переводами.
Умер в Братиславе в 1982 году. Похоронен на Народном кладбище в Мартине.

## Творчество
В начале творческого пути испытал влияние символизма (сборник «Осуждённый на вечную жажду», 1922). Важнейшее в творчестве Я. Смртека ‒ сборники 1920‒1930-х гг.: «Галопом скачущие дни» (1925), «Божественные узлы» (1929), «Только глаза» (1933) и др.
Антифашистская позиция отражена в его сборниках «Пиршество» (1944) и «Кладезь» (1945).
Я. Смртек — автор философских стихов-размышлений (сборник «Образ мира», 1958; «Струны», 1962). В 1968 опубликовал свои мемуары под названием «Poézia, Moja láska» («Поэзия, любовь моя»). Написал несколько книг для детей («Maľovaná abeceda», «Machule») и либретто к операм Я.Циккера.
Переводил с венгерского (Э. Ади, А. Йожефа, Ш. Петефи), французского (Ф. Вийона, П. Корнеля), русского (А. Пушкина), польского (Ю. Тувима) и других языков.

## Избранные произведения
- Odsúdený k vecitej žízni, 1922
- Cválajúce dni, 1925
- Božské uzly, 1929
- Iba oci, 1933
- Básnik a žena, 1934
- Zrno, 1935
- Hostina, 1944
- Studna, 1945
- Beg Bajazid, либретто, 1957
- Obraz sveta, 1958
- Struny, 1962
- Mr. Scrooge, либретто, 1963
- Písané na sude, 1964
- Nerušte moje kruhy, 1965
- Poézia, moja láska 1968

## Награды
- Государственная премия Чехословакии (1929)
- Премия Словакии (1933)
- Государственная премия ЧССР (1954)
- Народный артист ЧССР (1966)
- Орден Труда (Чехословакия) (1978)
- Золотая медаль венгерского ПЕН-клуба (Munkarend arany fokozata, 1978)